# Ответ на вопрос: что такое Просвещение?
«Ответ на вопрос: что такое Просвещение?» (нем. «Beantwortung der Frage: Was ist Aufklärung?») — эссе Иммануила Канта, опубликованное в декабрьском выпуске «Берлинского ежемесячного журнала», издаваемого Фридрихом Глике и Иоганном Бистером в 1784 году. В эссе Кант дал ответ на вопрос, заданный годом ранее преподобным Иоганном Фридрихом Зольнером. Зольнер адресовал свой вопрос всему интеллектуальному обществу Европы и на него откликнулись многие философы того времени. Однако ответ Канта стал самым известным и оказавшим наибольшее влияние на философов того времени. Эссе начинается с часто цитируемого определения непросвещенности, как человеческой неспособности думать независимо и самостоятельно, проистекающей не из тупости, но из трусости. В эссе Кант также обращает внимание на причины непросвещенности и условия, необходимые для того, чтобы дать возможность людям просвещаться. Он считает, что необходимо отменить церковный и государственный патернализм, чтобы дать людям свободу использовать свой собственный интеллект. Кант хвалит Фридриха II за создание таких условий.

## Основные идеи
Кант выражает свою главную идею с первых строк своего эссе:

Просвещение — это выход человека из состояния своего несовершеннолетия, в котором он находится по собственной вине. Несовершеннолетие есть неспособность пользоваться своим рассудком без руководства со стороны кого-то другого. Несовершеннолетие по собственной вине — это такое, причина которого заключается не в недостатке рассудка, а в недостатке решимости и мужества
пользоваться им без руководства со стороны кого-то другого. Sapere aude! — имей мужество пользоваться собственным умом! — таков, следовательно, девиз Просвещения.

Кант использует понятие несовершеннолетия, Unmündigkeit, вкладывая в него смысл зависимости, отсутствия свободы у людей, делая тем самым различие между людьми интеллектуально совершеннолетними (обладающими автономией разума) и интеллектуально несовершеннолетними (у которых подобной автономии нет). В соответствии с этим, большинство людей довольствуются тем, что мыслят в рамках, определенных для них общественными институтами, такими как Монархия или Церковь, страшась расширить эти рамки. Кант утверждает, что просвещение заключается в «развитии своего разума» через мышление вне простых и удобных рамок догмы и общепринятых формул. Единственным способом сбросить эти цепи является разум: в обществе всегда будут существовать люди, думающие самостоятельно (просвещенные), которые помогли бы другим добиться такой же автономии разума, вдохновили бы их выйти из состояния интеллектуального несовершеннолетия. Именно в разуме, в роли просвещенных людей, Кант видит единственный способ преодолеть оковы государственной и религиозной догмы, отвергая идею о том, что таковым способом может являться и революция:

Посредством революции можно, пожалуй, добиться устранения личного деспотизма и угнетения со стороны корыстолюбцев или властолюбцев, но никогда нельзя посредством революции осуществить истинную реформу образа мыслей; новые предрассудки, так же как и старые, будут служить помочами для бездумной толпы.

## Эпоха Просвещения в контексте философских воззрений Канта

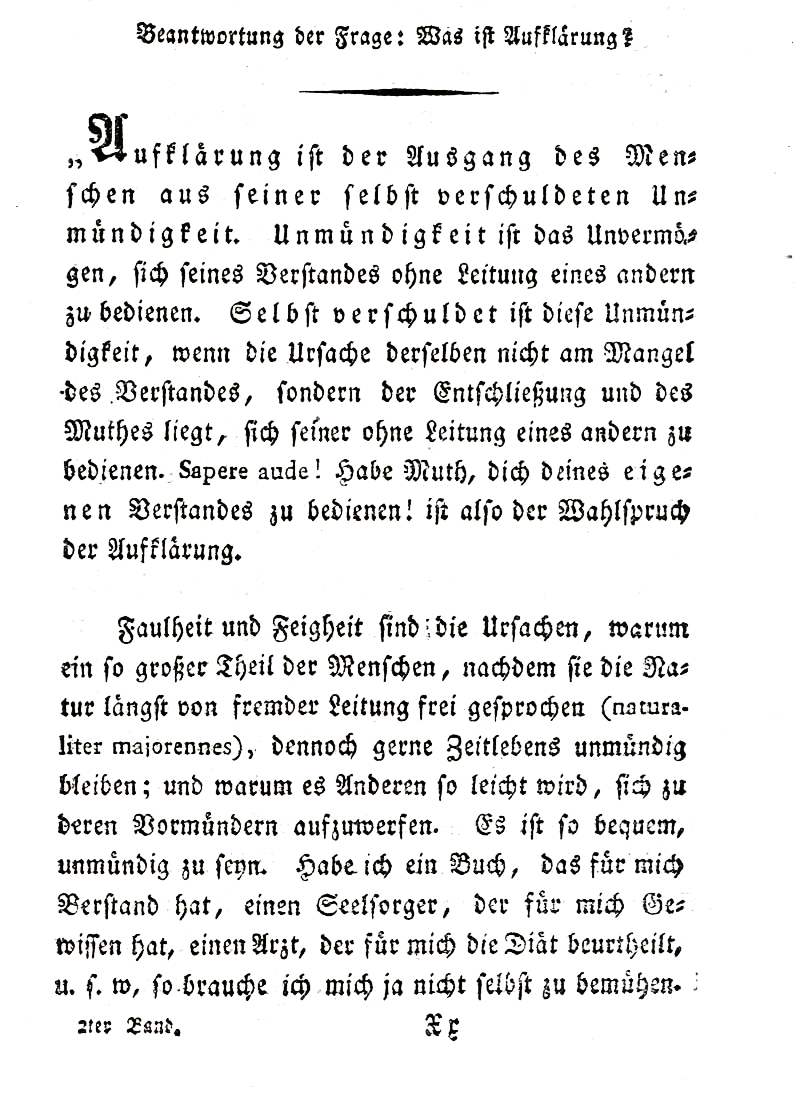
Первая страница издания 1799 года

Эссе «Ответ на вопрос: что такое Просвещение» нельзя понимать в разрыве от общих историофилософских воззрений Канта, представленных в его работах «Идея всеобщей истории во всемирно-гражданском плане» и «К вечному миру». Согласно Канту, исторический процесс представляет собой процесс реализации заложенных в человека природой потенций, основной из которых является Разум.
Рассматривая в контексте описанной историософии новую эпоху — эпоху Просвещения, Кант определяет её как поворотный момент, являющийся одним из ярких этапов процесса развития разума в ходе человеческой истории.
До эпохи Просвещения человечество не использовало свою способность к свободному мышлению, «было неспособно пользоваться своим рассудком без руководства со стороны кого-либо другого», оно было погружено в состояние несовершеннолетия. Эпоха Просвещения же стала ключевым моментом перехода человечества от несовершеннолетия к реализации заложенной в людях разумной способности суждения.

## Публичное и частное пользование разумом
В рамках эссе Кантом была разработана концепция публичного и частного пользования разумом. Под публичным пользованием разумом Кант подразумевает такое его применение, которое осуществляется с целью просвещения других людей через книги, публичные речи и прочее. Частное же применение осуществляется человеком, когда он функционирует как общественная единица, выполняя определенную работу или службу:

Под публичным же применением собственного разума я понимаю такое, которое осуществляется кем-то как ученым, перед всей читающей публикой. Частным применением разума я называю такое, которое осуществляется человеком на доверенном ему гражданском посту или службе.

Частное мышление должно быть ограничено публичными интересами: оно не должно мешать выполнению возложенных на человека общественных функций. Из этого вытекает принцип «мысли как хочешь, но выполняй свою работу хорошо». Однако, за пределами своей общественной деятельности, человек может и должен мыслить свободно, выступая как ученый, который может подвергнуть критике и свою собственную деятельность в обществе — службу, работу, церковь. Военный обязан подчиняться приказам, священник — обучать догматам Церкви. Но это не должно препятствовать им мыслить критически тогда, когда от этого не зависит выполнение возложенных на них обязанностей. Военный может предлагать публике обсудить проблемы, которые, как он считает, существуют в армии; священник имеет полную свободу сообщить публике свои предложения об улучшении устройства Церкви.